# هيلغا هيلجيسين
هيلغا هيلجيسين (بالنرويجية البوكمول: Helga Helgesen)‏ هي مُدرسة نرويجية، ولدت في 16 مارس 1863 في هونفوس في النرويج، وتوفيت في 30 مارس 1936 في أوسلو في النرويج.